# Collegio di Henley and Thame
Henley and Thame è un collegio elettorale situato nell'Oxfordshire, nel Sud Est dell'Inghilterra, e rappresentato alla Camera dei Comuni del Parlamento del Regno Unito. Elegge un membro del Parlamento con il sistema first-past-the-post, ossia maggioritario a turno unico; l'attuale parlamentare è Freddie van Mierlo dei Liberal Democratici, che rappresenta il collegio dal 2024.

## Estensione
Il collegio è costituito dai seguenti ward dell'Oxfordshire, nel distretto di South Oxfordshire: Benson and Crowmarsh, Berinsfield, Chalgrove, Chinnor, Forest Hill and Holton, Garsington and Horspath, Goring, Haseley Brook, Henley-on-Thames, Kidmore End and Whitchurch, Sonning Common, Thame, Watlington, Wheatley e Woodcote and Rotherfield.

## Membri del parlamento
| Elezione | Elezione | Deputato           | Partito             |
| -------- | -------- | ------------------ | ------------------- |
|          | 2024     | Freddie van Mierlo | Liberal Democratici |

## Risultati elettorali

### Elezioni negli anni 2020
| Partito                    | Partito                                    | Candidato                  | Risultati 4 luglio 2024 | Risultati 4 luglio 2024 |
| Partito                    | Partito                                    | Candidato                  | Voti                    | %                       |
| -------------------------- | ------------------------------------------ | -------------------------- | ----------------------- | ----------------------- |
|                            | Lib Dem                                    | Freddie Van Mierlo         | 23 904                  | 44,97                   |
|                            | Conservatore                               | Caroline Newton            | 17 637                  | 33,18                   |
|                            | Reform UK                                  | Peter Shields              | 5 213                   | 9,81                    |
|                            | Laburista                                  | Nanda Manley-Browne        | 3 574                   | 6,72                    |
|                            | Verde                                      | Jo Robb                    | 2 008                   | 3,78                    |
|                            | Social Democratico                         | Maryse Pomlett             | 515                     | 0,97                    |
|                            | Indipendente                               | David Carpin               | 306                     | 0,58                    |
|                            |                                            |                            |                         |                         |
| Iscritti                   | Iscritti                                   | Iscritti                   | 73 749                  | 100,00                  |
| ↳ Votanti (% su iscritti)  | ↳ Votanti (% su iscritti)                  | ↳ Votanti (% su iscritti)  | 53 157                  | 72,08                   |
| ↳ Astenuti (% su iscritti) | ↳ Astenuti (% su iscritti)                 | ↳ Astenuti (% su iscritti) | 20 592                  | 27,92                   |
|                            |                                            |                            |                         |                         |
|                            | Esito: collegio a Lib Dem (nuovo collegio) |                            |                         |                         |